# Simitarra cantaire
La simitarra cantaire (Erythrogenys gravivox) és un ocell de la família dels timàlids (Timaliidae).

## Hàbitat i distribució
Habita matolls densos, herba i bosc obert de les muntanyes del centre de la Xina des del sud de Kansu, sud de Shensi, Hupeh i sud d’Anhwei cap al sud fins Yunnan, Kwangsi i nord de Kwangtung, nord-est i est de Myanmar, nord de Laos i nord del Vietnam al nord-oest de Tonquín.